# Пивара Панчево
Пивара Панчево је основао Абрахам Кепиш из Пожуна. Он је на основу уговора са Земаљском администрацијом 12. јануара 1722. године добио лиценцу да отвори фабрику, а званично је почела са радом 22. маја исте године. Највећи развој достигла је у власништву породице Вајферт. Фабрика је радила до 2008. године када је отишла у стечај.

## Историјат

### Приватно власништво
Фабрику је основао Абрахам Кепиш, Јеврејин из Пожуна. Земаљска администрација је склопила уговор са њим 12. јануара 1722. године и дала му је у закуп право да у седиштима дистрикта, Панчеву, Уј Паланки и Карансебешу уреди пиваре. Пиваре су почеле са радом већ 22. маја 1722. године. Земаљска администрација није била задовољна пивом и 4. новембра 1725. године одузела је Кепишу право закупа и дала другом Јеврејину Волфу Менцеру. Закупци ће се смењивати све док Себастијан Крацајзен није откупио пивару 1781. године. Недуго затим, поново је уследило неколико смена власника пиваре, а најпознатији међу њима су били Валентин Бергер и Игнац Хајзер.
Пивару је 1847. године са само 21 годином преузео Игнац Вајферт. Он је у пиварским центрима широм Европе стекао стручност, а поред тога био је и веома амбициозан. Није одмах могао да испољи своје способности због бурних догађаја 1848/49. године. Чим су се прилике консолидовале прионуо је на посао и извршио адаптацију пиваре. Она је у сваком тренутку могла да произведе пиво доњег врења, те је почео да извози пиво. Тражио је да се целокупна производња пива извози у Србију и да буде ослобођена ослобођена од трошарине у земљи. Много је улагао у фабрику и желео је да она добије статус „Провинцијске фабрике”. У адаптацију пиваре је са пролећа 1857. године уложио више од 50.000 форинти. Купио је опрему која је одговарала свим захтевима савременог пиварства. Парна машина од 6 коњских снага је покретала остале машине, а производња је порасла са 3.000 кофа 1847. године на 20.000 кофа годишње. Земаљска генерална команда је 7. октобра доделила право „Провинцијске фабрике”.
Игнац је старијем сину Ђорђу Вајферту подигао пивару у Београду, а ову у Панчеву је наменио свом млађем сину Хугу. Он се званично није скроз повукао из фирме, али се углавном посветио продаји житарица. Међутим, Хуго је рано умро 1885. године, а Игнац је овај ударац тешко поднео. Утеху је пронашао у раду. Почетком XX века проширио је производњу на флаширано пиво. Умро је у дубокој старости 11. јануара 1911. године.
Након Првог светског рата бригу о фабрици преузимају наследници, међи којима и Ђорђе Вајферт. Предузеће послује као „Пивара И.М. Вајферт“ све до 30. септембра 1936. године, када постаје деоничарско друштво регистровано под називом „И.М. Вајферт, пивара и фабрика слада Д.Д.“. Промена у статусу није имала никакве суштинске последице јер су сви сувласници били чланови породице Вајферт.

### Државно власништво
После Другог светског рата решењем владе НР Србије од 3. новембра 1946. године Пивара улази у државно власништво. Пивара се од новембра 1946. године звала „Народна пивара”, све до почетка 1950. године када се решењем Президијума НР Србије фузионише са београдским пиварама „7. јули” и Пиваром „Београд”. У Југославији је од стране КПЈ почео да се спроводи и привредни и друштвени модел који се назива Радничко самоуправљање. Основна идеја се сводила на пребацивање управљања предузећа у руке радника и одвајање државе од привреде. Формирани су раднички савети који су управљали предузећима, њих су бирали и разрешавали радни колективи. Мандат им је трајао годину дана. Избори за први раднички савет су одржани 25. августа 1950. године и на њима је изабрано 16 чланова. У овом периоду фабрика је и даље радила са машинама наслеђеним од старе Вајфертове пиваре. Прва значајна улагања како би се обновила опрема извршена су 1954. године, а затим и 1958. године.
Године 1960. се производило углавном стандарно пиво од 12% сладног екстракта, да би се следеће године прешло на производњу црног пива „Национал”, али и на две нове врсте специјалног пива: светло „Елит” од 16% и тамно „Нектар” од 18% сладног екстракта.
Од стране државе покренута је иницијатива већ 1962. године за реорганизацију пољопривредних организација  и прехрамбене индустрије. На седници скупштине општине Панчево донета је одлука 25. септембра да се формира Пољопривредно индустријски комбинат „Тамиш” у који је ушла и Пивара.